# Marleny Contreras
Marleny Contreras   (Los Teques, 24 de maig de 1969) és una enginyera i política veneçolana, esposa de Diosdado Cabello. Va ser ministra per a Obres Públiques de Veneçuela fins al 12 d'agost de 2019. També va ser ministra del Poder Popular per al Turisme.

## Biografia
Marleny és enginyera civil i va treballar com a Gerent de Recaptació del Seniat.
Va ser diputada de l'Assemblea Nacional per l'Estat Miranda fins al 2015, quan va formar part de la comissió permanent de Finances i Desenvolupament Econòmic. El 7 d'abril de 2015 va ser nomenada ministra de turisme del govern veneçolà pel president Nicolás Maduro.
El 18 de maig de 2018, l'Office of Foreign Assets Control (OFAC) del Departament del Tresor dels Estats Units va posar en vigor sancions contra Contreras i el seu marit. El 14 de juny de 2018 és designada ministra del Poder Popular per a Obres Públiques.